# Bahnhof Flüelen
Der Bahnhof Flüelen ist der Bahnhof der Gemeinde Flüelen im Schweizer Kanton Uri. Er ist vor allem als Umsteigebahnhof zwischen der Gotthardbahn und der Schifffahrt des Vierwaldstättersees bekannt, aber auch für seine avantgardistische Architektur. Er befindet sich im Eigentum der Schweizerischen Bundesbahnen und wird auch von deren Zügen im Fern- und Regionalverkehr bedient.

## Geschichte

### Die Anfänge
Die ursprünglich geplante Linienführung der Gotthardbahn sah die Umfahrung Flüelens im Berg vor, was auch von der Gemeinde bewilligt und subventioniert wurde. Bei dieser Idee war der Bahnhof auf einer Seeaufschüttung westlich des Dorfes geplant gewesen. Wegen fehlender finanzieller Mittel wurde das Projekt jedoch geändert, so dass die Gleise nun den Berg beim Gruonbach zwischen Flüelen und Sisikon verlassen und parallel zur Axenstrasse das Dorf in Richtung Erstfeld durchqueren. Die Bauarbeiten begannen 1879. In Flüelen stiess die verwirklichte Variante anfänglich auf geringes Wohlwollen, denn durch diese Linienführung wurde das Dorf vom direkten Seeanstoss abgeschnitten. In den Jahren 1880 und 1881 wurde das Stationsgebäude erbaut. Während der Bauzeit erlebte das Dorf einen vorübergehenden Anstieg seiner Einwohnerzahl: 1880 betrug sie 1'425, während sie sich 1888, sechs Jahre nach der Vollendung der Bauarbeiten, nur noch auf 730 belief.

### Nach der Eröffnung

Schiffstation mit Dampfschiff, etwa 1890

Nach der Eröffnung der Gotthardbahn 1882 wurde Flüelen zum Schnellzugshalt des Urner Hauptortes Altdorf, da dessen Bahnhof weit ausserhalb des Dorfkerns errichtet worden war. Von 1906 bis 1951 verkehrte die 3,1 km lange Strassenbahn Altdorf–Flüelen zwischen dem Bahnhof und dem Telldenkmal in Altdorf. In den 1920er-Jahren wurde die Gotthardbahn elektrifiziert und 1922 zwischen Immensee und Brunnen auf Doppelspur ausgebaut. Auch der Ausbau des Teilstücks zwischen Brunnen und Flüelen stand zur Diskussion. Bei diesen Ausbaugedanken kam in der Flüeler Bevölkerung der Wunsch auf, doch noch eine Dorfumfahrung zu bauen, wenn auch nur für das zweite Gleis. Beide Ideen verliefen jedoch im Sand.

### Der neue Bahnhof

Bahnhof Flüelen (1964)

Im Verlauf des Doppelspurausbaus zwischen Sisikon und Flüelen wurde 1942 das alte Bahnhofsgebäude abgebrochen. Im November 1944 wurde das neue Bahnhofsgebäude nach Plänen des SBB-Architekten Alfred Ramseyer erstellt, dessen Werk durch seine damals ungewöhnliche Modernität für Aufsehen sorgte.
Südlich des Bahnhofs wurde 1947 zu Ehren Emil Huber-Stockars eine steinerne Stele von 4,10 m Höhe als Denkmal für den «Vorkämpfer und Schöpfer des elektrischen Betriebes der Schweizer Bahnen» errichtet.
1991 folgte der Bau des Mittelbahnsteigs und der Unterführungen. Die ebenerdigen Übergänge zwischen der Axenstrasse und der Schiffstation verschwanden.
Wegen mangelnder Nachfrage entschied die SBB, den Billettschalter per März 2016 zu schliessen.

## Empfangsgebäude
Das 1944 erbaute Empfangsgebäude umfasst nebst dem Hauptgebäude einen nach Norden halbrund ablaufenden Anbau und einen Uhrturm, in dem das Treppenhaus untergebracht ist. Der Bau ist ein Baudenkmal nationaler Bedeutung, vor allem wegen seiner ungewöhnlichen Modernität. Des Weiteren umfasste er ein Bildstellwerk.
So wurde der Bahnhof auf einer Briefmarke verewigt und der deutsche Modellbahnzubehörhersteller Faller hatte ein Modell des Bahnhofs in seinem Sortiment. Heute ist er mit einem gelben Fassadenanstrich versehen.

### DieFöhnwacht
Im Wartesaal des Bahnhofs befindet sich das vom Urner Maler Heinrich Danioth gemalte Gemälde Föhnwacht. Die Idee eines Gemäldes im neuen Bahnhof tauchte bereits in der Projektphase 1942 auf. Der Stanser Bildhauer Heinrich von Matt hatte die Idee, den Wartesaal mit einem malerischen Kunstwerk zu versehen. Danioths Projektierung erstreckte sich über ein Jahr, denn die Suche nach einem idealen Thema gestaltete sich als schwierig. Anfangs zog Danioth die Bedeutung Flüelens als Umschlagplatz für den Gotthardtransit in Betracht, änderte jedoch später das Bildthema auf Bucht der Fischer. Zwei Tage vor Einreichung änderte Danioth jedoch den Gestaltungsplan abermals und fertigte nun ein Projekt zum Thema des Föhns an, der im Urner Reusstal häufig weht. Das Bild wurde 1944 zeitgleich mit dem Bahnhof eingeweiht.

## Anlage
Die Anlage umfasst vier Durchgangsgleise, wovon drei mit einem Bahnsteig versehen sind. Am Hausbahnsteig (Gleis 1) hält ein Zugpaar der S2 am Abend (welches statt in Erstfeld bereits in Flüelen wendet) sowie der Gotthard Panorama Express (um einen «perrongleichen» Anschluss zum Kursschiff der Schifffahrtsgesellschaft des Vierwaldstättersees zu ermöglichen). Am Mittelbahnsteig halten alle übrigen, weiterfahrenden Züge. Auf Gleis 2 diejenigen in Richtung Brunnen, auf Gleis 3 diejenigen in Richtung Altdorf. Das vierte Gleis ist bahnsteiglos und dient als Überholgleis für Güterzüge.
Südlich des Personenbahnhofs zweigt das Anschlussgleis der Arnold & Co. AG für den Kiesverlad ab. Ebenfalls wird das Werksgleis genutzt, um Ausbruchsmaterial von Tunnelbaustellen anzulieferen, welches für Aufschüttungen im Urnersee verwendet wird. Dies geschah bereits zwischen 2001 und 2008 beim Bau des Gotthard-Basistunnel und ist beim Bau der zweiten Röhre des Gotthard-Strassentunnels ab 2023 wiederum vorgesehen. Ebenfalls im Süden des Bahnhofs befindet sich ein Unterwerk, wo Strom aus der SBB-Bahnstromleitung in die Oberleitung eingespiesen wird.

## Verkehr
Der Bahnhof Flüelen wird von den SBB sowohl vom Fern- als auch vom Regionalverkehr (Stadtbahn Zug) im Stundentakt bedient, was eine Überlagerung zum Halbstundentakt bedeutet. Die Interregio-Züge überlagern sich zu einem Stundentakt. Bis 2008 hielten an Randstunden noch vereinzelte Eurocity-Züge aus Mailand, sie wurden jedoch bei der Umstellung auf ETR 470 durch einen verlängerten Interregio-Stundentakt gestrichen. Ab dem Fahrplanwechsel am 10. Dezember 2011 hielt zur morgendlichen Hauptverkehrszeit ein Intercity-Neigezug (ICN) von Chiasso nach Zürich. Mit der Betriebsaufnahme des Gotthard-Basistunnels wurde Flüelen zusätzlich Halt dreier Eurocity- und zweier ICN-Züge. Diese Halte wurden mit der Fertigstellung des Kantonsbahnhofs Altdorf im Dezember 2021 zu diesem verlegt. Seit dem 13. Dezember 2020 wird der Bahnhof stündlich vom «Treno Gottardo» der Schweizerischen Südostbahn bedient.

### Fernverkehr
- 26 Basel SBB – Luzern –  Göschenen – Locarno  FS  (Treno Gottardo)
- 46 Zürich HB – Göschenen – Locarno  FS  (Treno Gottardo)
- Arth-Goldau – Göschenen – Lugano    (Gotthard-Panorama-Express, nur im Sommer)

### Regionalverkehr
- S 2 Baar Lindenpark – Walchwil (– Erstfeld)

### Busverkehr
In der nahen Umgebung des Bahnhofs befinden sich zwei Bushaltestellen. Von der Haltestelle Flüelen, Bahnhof verkehren momentan keine fahrplanmässigen Kurse. Sie steht jedoch für Extra- und Bahnersatzfahrten zur Verfügung. Von der Haltestelle Flüelen, Hauptplatz auf der anderen Seite der Bahngleise, die mit einer Unterführung an den Bahnhof angebunden ist, verkehren die Linien 401 und 413 der Auto AG Uri:
- 401 Flüelen, Gruonbach – Flüelen, Hauptplatz – Altdorf, Telldenkmal – Erstfeld, Bahnhof – Amsteg, Post – Göschenen, Bahnhof
- 413 Flüelen, Gruonbach – Flüelen, Hauptplatz – Altdorf, Telldenkmal – Bürglen UR, Brügg

## Erwähnenswertes
- Der Flüeler Bahnhof wurde 1947 auf der so genannten Bundesfeierspende-Marke der Schweizerischen Post abgebildet. Die Marke hat einen Nennwert von 30 Rappen und wurde mit einem Zuschlag von 10 Rappen pro Marke zugunsten der Nationalspende verkauft.[11]
- Der deutsche Modellbahnzubehör-Hersteller Faller hatte von zirka 1950/51 bis 1961 ein Fertigmodell des Bahnhofs in Spur H0 im Programm, das heute eine gesuchtes Sammelobjekt ist.[12]